# Onycholobus ovatus
Onycholobus ovatus är en kackerlacksart som först beskrevs av Robert Walter Campbell Shelford 1910.  Onycholobus ovatus ingår i släktet Onycholobus och familjen småkackerlackor. Inga underarter finns listade i Catalogue of Life.